# Kapszula Könyvtár
A Kapszula Könyvtár az Európa Könyvkiadó által 2021-ben indított világirodalmi könyvsorozat, amely nem a jól megszokott, de rosszul értett kötelezőket kínálja könyvespolcunk alapvetéseinek, hanem sokkal inkább a nyelvileg és gondolatilag szintúgy izgalmas és szórakoztató, a világról szellemesen és figyelemre méltóan nyilatkozó, lebilincselő olvasmányokat, amelyek a világ tőlünk távol eső részein is kivívták az olvasók elismerését, nemegyszer pedig olyan irodalmi kincseket mutat fel, amelyek a maguk idejében milliókat ajándékoztak meg az olvasás élményével.

## A sorozat kötetei
| Sorszám | Szerző                        | Cím                                                                            | Megjelenés éve | Fordító             | Oldalszám | ISBN          |
| ------- | ----------------------------- | ------------------------------------------------------------------------------ | -------------- | ------------------- | --------- | ------------- |
| 001     | Alice Walker                  | Bíborszín                                                                      | 2021           | Dezsényi Katalin    | 288       | 9789635044689 |
| 002     | Carlos Ruiz Zafón             | Marina                                                                         | 2021           | Tomcsányi Zsuzsanna | 288       | 9789635044504 |
| 003     | Karen Blixen                  | Távol Afrikától                                                                | 2021           | Gy. Horváth László  | 456       | 9789635044511 |
| 004     | Hatice Meryem                 | Hogyan fogjunk hozzá egy nő meggyilkolásához?                                  | 2021           | Tasnádi Edit        | 240       | 9789635042388 |
| 005     | Edgar Allan Poe               | Arthur Gordon Pym, a tengerész                                                 | 2021           | Bart István         | 288       | 9789635044528 |
| 006     | Virginia Woolf                | A világítótorony                                                               | 2021           | Tandori Dezső       | 288       | 9789635044498 |
| 007     | Markovits Rodion              | Szibériai garnizon - Kollektív riportregény                                    | 2021           | -                   | 504       | 9789635044696 |
| 008     | Celeste Ng                    | Amit sohase mondtam el                                                         | 2021           | Széky János         | 312       | 9789635044719 |
| 009     | Stephen King, Richard Chizmar | Gwendy és a varázsdoboz                                                        | 2021           | Dranka Anita        | 168       | 9789635044467 |
| 010     | Helen Fielding                | Bridget Jones naplója                                                          | 2021           | Sóvágó Katalin      | 360       | 9789635044726 |
| 011     | Heinrich Mann                 | Ronda tanár úr                                                                 | 2021           | Kosztolányi Dezső   | 264       | 9789635044702 |
| 012     | Emily Brontë                  | Üvöltő szelek                                                                  | 2021           | Borbás Mária        | 480       | 9789635044559 |
| 013     | Ray Bradbury                  | Gonosz lélek közeleg                                                           | 2021           | Pék Zoltán          | 336       | 9789635044542 |
| 014     | Kádár Erzsébet                | Az utolsó őzbak                                                                | 2021           | -                   | 312       | 9789635044849 |
| 015     | Edith Bruck                   | Ki téged így szeret                                                            | 2021           | Székely Sándor      | 192       | 9789635044917 |
| 017     | Cixin Liu                     | Hangyák és dinoszauruszok - Csontcitadella és Sziklaváros elveszett történelme | 2021           | Dranka Anita        | 216       | 9789635044856 |
| 018     | Chaim Potok                   | A kiválasztott                                                                 | 2021           | Dezsényi Katalin    | 384       | 9789635044955 |
| 019     | Kathryn Stockett              | A Segítség                                                                     | 2021           | Pálmai Katalin      | 768       | 9789635044733 |
| 019     | Zadie Smith                   | NW                                                                             | 2021           | Pék Zoltán          | 430       | 9789635045242 |
| 020     | Marina Sztyepnova             | Lazar asszonyai                                                                | 2021           | Goretity József     | 528       | 9789635045280 |
| 021     | Meg Rosoff                    | Just in Case – Sorsbújócska                                                    | 2021           | Pék Zoltán          | 240       | 9789635044863 |
| 022     | Marlen Haushofer              | A fal                                                                          | 2022           | Nemeskürty Harriet  | 278       | 9789635044887 |
| 023     | Móra Ferenc                   | Hannibál feltámasztása                                                         | 2022           | -                   | 168       | 9789635045334 |
| 024     | Babits Mihály                 | Hatholdas rózsakert                                                            | 2022           | -                   | 192       | 9789635045341 |
| 025     | Ingmar Bergman                | Jelenetek egy házasságból                                                      | 2022           | Osztovits Cecília   | 212       | 9789635045730 |